# Skåbu
Skåbu er en landsby i Nord-Fron, Innlandet, Norge. Landsbyen ligger langs floden Vinstra, omkring 20 kilometer sydvest for byen Vinstra. Skåbu har omkring 600 indbyggere. Skåbu Kirke ligger i landsbyen. Skåbu ligger i en højde af 870 meter over havets overflade, hvilket gør den til den højeste permanent beboede landsby i Norge.

## Navn
Landsbyen er opkaldt efter den gamle Skåbu-gård (oldnordisk: Skaðabú). Det første element kunne komme fra genitiv kasus af skaði som betyder "skade" eller det kunne komme fra mandsnavnet Skaði. Det sidste element er ordet bú hvilket betyder "gård".

## Klima
På grund af sin høje højde har den et subarktisk klima, som er endnu koldere end nogle arktiske områder.